# Mew (gruppo musicale)
I Mew sono un gruppo rock danese composto da Jonas Bjerre, Bo Madsen e Silas Utke Graae Jørgensen. Anche il bassista Jonas Wohlert era uno dei membri fondatori, ma ha abbandonato la band nel 2006.
Nonostante la loro musica possa essere classificata come indie e, occasionalmente (come in And the Glass Handed Kites) rock progressivo; i Mew si attribuiscono spiritosamente un "pretenzioso art rock" (pretentious art rock), o, secondo le parole del chitarrista Bo Madsen, "l'unica indie band da stadio al mondo" (the world's only indie stadium band).

## Storia del gruppo
Formatisi nel 1994 a Hellerup, a nord di Copenaghen, hanno un forte impatto nella scena indie danese, emergendo al pari di Carpark North, Swan Lee e Saybia - tra gli altri - nel 2003. Al Premio della critica della musica danese del 2003, i Mew hanno vinto il premio per come miglior album dell'anno nonché come migliore band dell'anno.

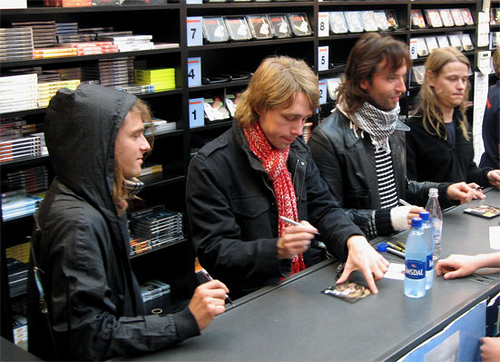
I Mew durante un incontro con dei fan.

Il loro primo successo commerciale arriva con Frengers, album uscito nel 2003, e molto ben accolto. Dopo un tour europeo come band di supporto dei R.E.M., iniziano a ricevere maggior attenzione. L'ultimo disco And the Glass Handed Kites è uscito in Danimarca il 19 settembre 2005, nel resto dell'Europa il 26 settembre e negli Stati Uniti il 25 luglio 2005. Ai DMA06 (Danish Music Awards) hanno ottenuto quattro statuette.
L'11 aprile 2006 Wohlert ha lasciato la band per trascorrere più tempo con la sua fidanzata Pernille Rosendahl, della band ora sciolta Swan Lee, che stava per dare alla luce il loro bambino (nato nel maggio 2006).
La band intraprende un tour con Nick Watts (membro della indie band britannica Headswim) come loro tastierista, e con Bastian Juel (bassista sia negli album studio e live dei Swan Lee, sia nell'EP Far di Tina Dico), che non è comunque un sostituto ufficiale di Johan: infatti la band torna in studio per il quinto album solo con i tre membri originari. No More Stories Are Told Today, I'm Sorry They Washed Away // No More Stories, The World Is Grey, I'm Tired, Let's Wash Away viene pubblicato nel 2009, debuttando al primo posto nelle classifiche danesi.
Nel gennaio 2015 il gruppo annuncia il suo sesto album, intitolato + -, in uscita il 27 aprile per la Play It Again Sam.

## Formazione
Attuale
- Jonas Bjerre – voce (1994-presente)
- Silas Utke Graae Jørgensen – batteria (1994-presente)

Ex componenti
- Johan Wohlert – basso (1994-2006)
- Bo Madsen – chitarra (1994-2015)

## Discografia

### Album in studio
- 1997 – A Triumph for Man
- 2000 – Half the World Is Watching Me
- 2003 – Frengers
- 2005 – And the Glass Handed Kites
- 2009 – No More Stories...
- 2015 – + -
- 2017 – Visuals

### Raccolte
- 2010 – Eggs Are Funny

### EP
- 2006 – The Zookeeper's Boy
- 2007 – Live Session EP (iTunes Exclusive)
- 2009 – No More Stories